# Нигеро-японские отношения
Нигеро-японские отношения — двусторонние дипломатические отношения между Нигером и Японией. Государства являются полноправными членами Организации Объединённых Наций (ООН).

## История
Япония признала независимость Республики Нигер от Франции 3 августа 1960 года, и с тех самых пор поддерживает дружественные отношения, хотя географическая отдаленность двух стран, а также отсутствие исторических контактов затрудняет взаимоотношения. Летние Олимпийские игры 1964 стали первыми Олимпийскими играми, в которых Нигер принял участие как независимое государство
В феврале 2010 года в Нигере произошел военный переворот в ходе которого Высший совет по восстановлению демократии взял власть в свои руки. Отношения между Японией и Нигером временно зашли в тупик, но после Президентских выборов в марте 2011, отношения восстановились

## Дипломатия

### Визиты высокопоставленных лиц из Японии в Нигер
Нигер — одна из стран с самым низким уровнем дохода в мире, и ситуация в ней нестабильна. В 2008 году Ясухидэ Накаяма, парламентский секретарь по иностранным делам, посетил Эфиопию, Нигер, Марокко и встретился с президентом Нигер Мамаду Танджой.

### Визит высокопоставленных лиц из Нигера в Японии

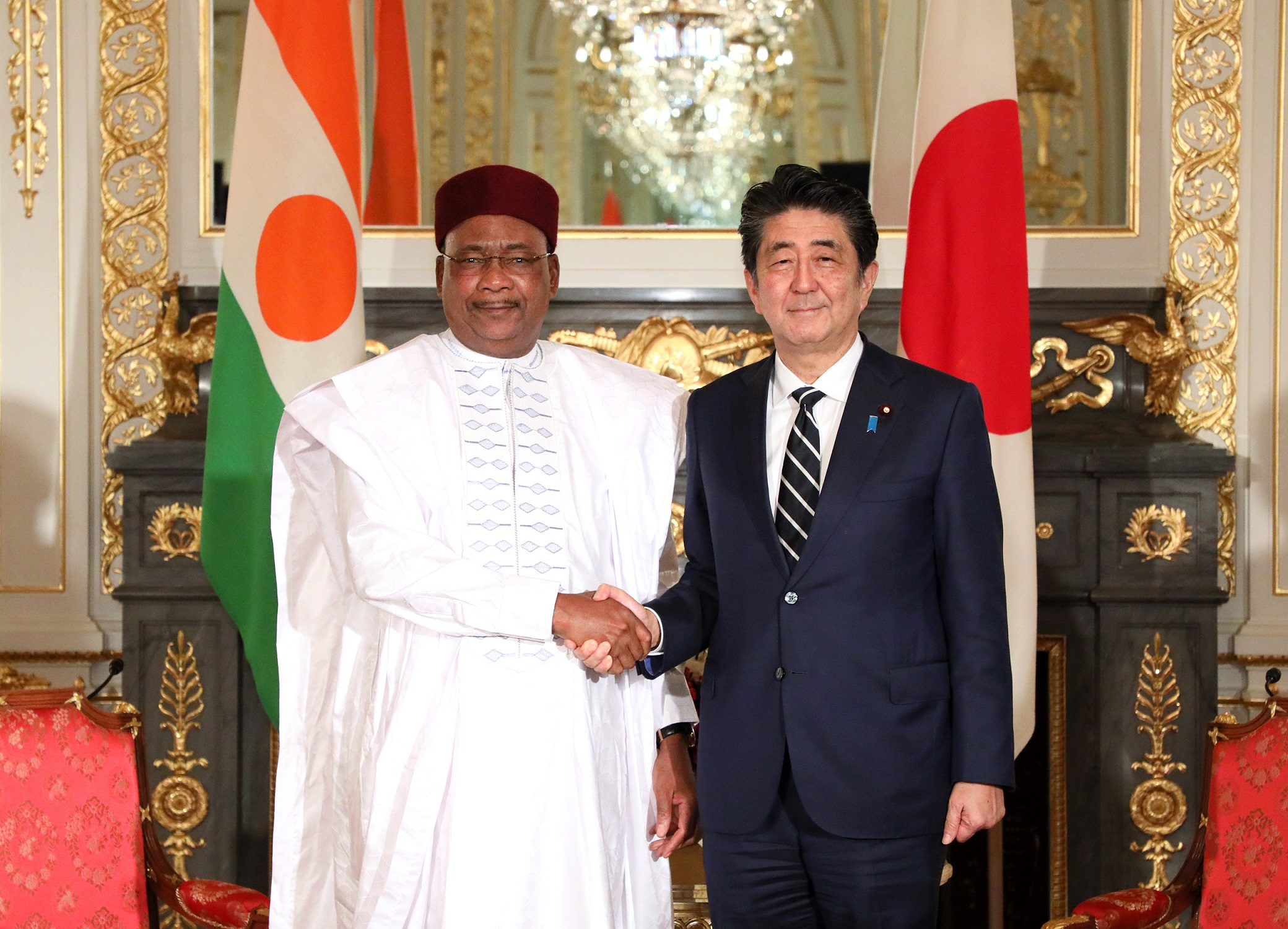
Визит Махамаду Иссуфу в Японию в октябре 2019 года

В 2008 премьер-министр Нигера Сейни Умар посетил Японию и встретился с премьер-министром Японии Ясуо Фукуда.
Президент Нигера Махамаду Иссуфу 3 раза посещал Японию. В первый раз посетил её в 2015 году и провел Саммит с премьер-министром Японии Синдзо Абэ на котором обсуждали вопросы по «Боко харам» и безопасности Сахель.
В августе 2019 года Махамаду Иссуфу второй раз посетил Японию, прибыв на Токийскую Международную Конференцию по Развитию Африки. Вскоре он так же проведет вторую встречу на высшем уровне с Синдзо Абэ.
В октябре того же года он снова посетил Японию, где встретился с Синдзо Абэ в связи с церемонией Интронизации
Кроме того, государственный министр Республики Нигер и министр иностранных дел, сотрудничества, африканской интеграции и по делам нигерийцев за рубежом Мохаммед Базум посетил Японию для участия во Всемирной конференции по уменьшению опасности бедствий в Тохоку. Он провел встречу министров иностранных дел с Коитиро Гэмба тогдашним министром иностранных дел.

## Экономическое сотрудничество
Из-за географической удаленности и слаборазвитой экономики Нигера между двумя странами существует незначительный экономический обмен. Однако до сих 2018 году эта страна предоставила Нигеру экономическую помощь на сумму более 83 млрд иен, хотя она не является крупным донором по сравнению с США, Францией или Италией.
Что касается торговли, то в 2020 году экспорт в Японию составил 68,94 млн иен, а импорт из Японии — 653 млн иен. Основными товарами, экспортируемыми в Японию, являются различные продукты, масличные семена и продукты питания, а основными товарами, импортируемыми в Японию, являются машины и транспортное оборудование, химическая продукция и резиновые изделия.

## Культурное сотрудничество
Япония оказывала безвозмездную помощь в культурной сфере, в виде поставок различных товаров: аудиовизуального оборудования в 1987 году, спортивного оборудования в 1999 году и радиовещательного оборудования в 2005 году.